# غوردون مورغان (لاعب كريكت)
غوردون مورغان (31 أغسطس 1959 في أوغندا - ) (بالإنجليزية: Gordon Morgan)‏ هو لاعب كريكت بريطاني. لعب مع نادي مقاطعة بيدفوردشير للكريكت ‏ وSuffolk County Cricket Club ‏.

## وصلات خارجية
- غوردون مورغان على موقع إي آس بي آن كريك إنفو (الإنجليزية)